# Stadio Rampigna
Lo stadio Rampigna, noto anche come campo Rampigna, è un impianto sportivo dismesso della città di Pescara. Fu il primo vero e proprio campo da calcio cittadino, e venne allestito tra il 1925 e il 1927 in un'area adiacente al fiume Pescara. Ospitò fino al 1935 le partite interne dell'Associazione Sportiva Abruzzo e in seguito del Pescara Calcio sino alla costruzione dello stadio Adriatico nel 1955. Nel sottosuolo del campo da gioco sono stati rinvenuti nel 2020 resti archeologici della Fortezza di Pescara che insisteva nell'area, oltre che reperti relativi alla necropoli della città romana di Aternum.

## Storia

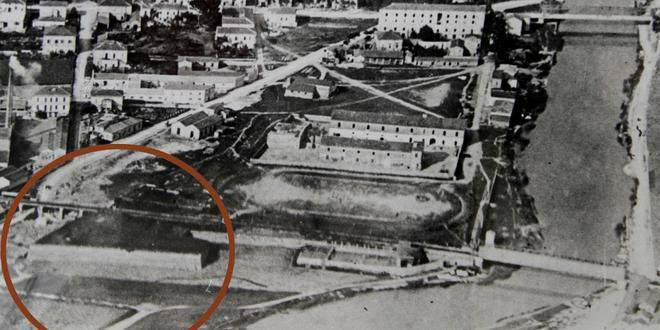
Il campo negli anni 1920 e in evidenza il bastione San Vitale della fortezza

Le prime partite tra le squadre locali di Castellammare Adriatico e Pescara, i due comuni in cui era divisa ai primi del Novecento la città adriatica, si giocavano al cosiddetto campo Riviera, un’area di arenile corrispondente a piazza 1º maggio. Fu in occasione del primo torneo calcistico regionale del 1925 che venne individuata la zona di Rampigna per la costruzione di un primo vero campo da calcio. L’area, in antichità sede della necropoli della città romana di Ostia Aterni, è documentata con questo nome dal XVI secolo e fu a lungo una distesa erbosa a ridosso delle caserme di cavalleria dell’allora Fortezza di Pescara, conservandosi inedificata anche in seguito all’abbattimento della fortezza alla fine dell’Ottocento.
Nel 1927, in occasione della riunificazione cittadina e del concomitante arrivo del Giro d’Italia 1927, vennero svolti i primi importanti lavori di sistemazione del campo, con la costruzione di un motovelodromo in legno di larice lungo il perimetro e l’edificazione di spalti lungo tutti i settori.
La struttura fu danneggiata dall’alluvione di Pescara del 1931, e in quel periodo furono proposti diversi progetti di ampliamento o ricostruzione dell’impianto, tra i quali l’ipotesi di un nuovo stadio in stile razionalista intitolato al poeta pescarese Gabriele D’Annunzio, tuttavia nessuno dei progetti troverà riscontro e solamente con la promozione in Serie B del Pescara Calcio nella stagione 1940-1941 l’impianto sarà completamente ristrutturato, con la costruzione di nuovi spogliatoi e la sopraelevazione degli spalti; l’intervento tuttavia andrà a intaccare gli ultimi resti della fortezza cinquecentesca, su cui insisteva il lato ovest della struttura. La capienza raggiunta dell’impianto non fu mai stimata ufficialmente, e le cronache giornalistiche del tempo riportano presenze per circa dieci mila spettatori nelle partite più importanti.
Successivamente alle gravi distruzioni riportate in città durante i bombardamenti di Pescara, il campo Rampigna venne rapidamente ristrutturato nel novembre del 1944. La struttura, sede già dall’aprile del 1945 dell’arrivo del Trofeo Matteotti, fu oggetto di nuovi lavori di adeguamento e ampliamento nel 1947, che doteranno le tribune di una copertura.
Con la costruzione dello stadio Adriatico nel 1955 la società sportiva cittadina si trasferirà nel nuovo impianto, e il campo divenne sede di allenamenti e partite delle squadre cittadine delle categorie inferiori.
La costruzione nel 1959 del ponte D’Annunzio rese necessario lo spostamento dell’intero impianto, fino ad allora adiacente alla linea ferroviaria, verso est per consentire la creazione dell’asse viario di viale De Gasperi. Questo comportò la completa rimozione della pista di atletica e della tribuna ovest, e il campo da gioco venne ristretto a circa 100x52 metri dagli originari 110x60.  Nel 1973 venne installata l'illuminazione sul campo di gioco, che in quegli anni divenne in terra battuta; successivamente la sistemazione della copertura della tribuna del 1980 fu l’ultimo intervento di rilievo nel campo, che dopo decenni di utilizzo come struttura sportiva secondaria, perse sempre più importanza con la costruzione in città di nuovi e più moderni impianti, fino al progressivo abbandono negli anni 2010.
Nel giugno 2020, in seguito a un progetto di recupero dell’impianto, sondaggi archeologici preventivi nel terreno rivelarono la presenza di un’estesa sezione di muro di cortina della fortezza e, più in profondità, lo scheletro di una donna del IV secolo e frammenti cercamici risalenti al V secolo a.C.. In seguito emersero altri quattro scheletri, portando in totale a cinque i resti umani individuati. Questi ritrovamenti, oltre che confermare definitivamente la presenza nel sito della necropoli romana, sino ad allora solo ipotizzata da ritrovamenti di suppellettili nel XIX secolo, imposero una battuta di arresto ai progetti di recupero a uso sportivo della struttura, destinata nelle intenzioni degli enti coinvolti a diventare un parco archeologico.